# Total Chalaco
Total Chalaco Fútbol Club – peruwiański klub piłkarski z siedzibą w mieście Callao.

## Osiągnięcia
- Copa Perú: 2006
- Mistrz II ligi: 2008
- Mistrz departamentu Arequipa (Campeón Departamental de Arequipa): 2006
- Mistrz prowincji Arequipa (Campeón Provincial de Arequipa): 2006
- Mistrz ligi amatorskiej Liga amateur de Sachaca: 2006

## Historia
Klub założony został 21 grudnia 2004 roku. Po zwycięstwie w Copa Perú w roku 2006 awansował do pierwszej ligi (Primera división peruana).
Po sezonie w 2008 roku, w którym klub zdobył mistrzostwo II ligi i awansował do I ligi, doszło do zmiany nazwy i siedziby. Dotychczasowa nazwa Total Clean Fútbol Club zastąpiona została przez nazwę Total Chalaco Fútbol Club, a klub przeniósł swą siedzibę z Arequipy do Callao.